# Dia del plat únic
El dia del plat únic fou la imposició per llei a Espanya —mitjançant circular del governador general de l'estat als governados regionals— que s'establí durant la Guerra civil espanyola en el bàndol sublevat, mitjançant el qual els restaurants, lles fondes i qualsevol hotel o establiment hosteler durant el dies 1 i 15 de cada mes se servia un plat únic però es cobrava sencer, dedicant el sobrant a la beneficència. La campanya fou ampliada posteriorment amb els dilluns sense postres, anomenat de vegades com "dies sense postres". L'acompliment del dia del plat únic era de carácter obligat, sent els qui no el practicaven titllats de desafectes al Movimiento Nacional i s'arriscaven a ser inclosos en les llistes negres dels mals patriotes i ser sotmesos al pagament de multes.

## Història
Va tindre els seus orígens en l'Eintopf, originari de l'Alemanya nazi. Açò implicà algun problema per als sectors catòlics del règim franquista, que no simpatitzava amb l'origen nazi del plantejament. No obstant, altres consideraven que en realitat era un plat amb origen catòlic.
Originat a Sevilla, fou establert en tota la zona sublevada el 30 d'octubre de 1936 —malgrat que legalment, a partir del 15 de novembre. L'existència del dia va tindre molta propaganda per la ràdio, anuncis en premsa, cartells en llocs públics, etc. La recaptació es feia als establiments hostelers i a les cases familiars. Els establiments havien de pagar, almenys, el 25% de la recaptació d'eixe dia i havien de mantindre una llista dels comensals. La posada en funcionament real havia de ser estranya, ja que eixe dia es solia menjar tot en un mateix plat.
Els ingressos estaven destinats a sufragar menjadors de beneficència, jardins d'infància, cases cuna, orfenats o qualsevol altra institució sostinguda pel Fons de Protecció Benèfico Social, independent d'Auxilio Social, però la veritat és que els seus fons també foren destinats a Auxilio Social. Una Ordre del 16 de juliol de 1937 amplià la col·lecta del dia del plat únic, convertint-la en setmanal, en el Dia s'incloïa el Dia sense Postres, que sí estava a càrrec directamente d'Auxilio Social. Després del final de la guerra, un decret del 30 de juliol de 1939 estengué el Dia del plat únic a tot Espanya, afectant des dels xicotets restaurantes fins als hotels de luxe com el Ritz. Els hostalers eixe dia podien oferir un plat de verdures, altres de carn o peix, els comensals havien d'optar per un d'ells. S'establiren multes per als establiments que no complien la norma.
Fins a 1942 es van seguir recatant fons a través de la pràctica del dia del plat únic.